# Tulskoje (obwód lipiecki)
Tulskoje (ros. Тульское) – wieś (sieło) w Rosji, w obwodzie lipieckim, w rejonie tierbuńskim. W 2010 liczyła 201 mieszkańców.